# Çınar, Darende
Çınar là một xã thuộc huyện Darende, tỉnh Malatya, Thổ Nhĩ Kỳ. Dân số thời điểm năm 2011 là 306 người.